# Nagroda Stregi
Nagroda Stregi (wł. Premio Strega) – najbardziej prestiżowa włoska nagroda literacka przyznawana od 1947 roku. Nazwa nagrody pochodzi od likieru strega – produkująca go firma była pierwszym fundatorem nagrody. Podobnie jak w wypadku Nagrody Bookera, przyznaje się ją za konkretne dzieło, biorąc pod uwagę tylko prozę.

## Laureaci
| Rok  | Autor                        | Tytuł                                              |
| ---- | ---------------------------- | -------------------------------------------------- |
| 1947 | Ennio Flaiano                | Tempo di uccidere                                  |
| 1948 | Vincenzo Cardarelli          | Villa Tarantola                                    |
| 1949 | Giovanni Battista Angioletti | La memoria                                         |
| 1950 | Cesare Pavese                | La bella estate                                    |
| 1951 | Corrado Alvaro               | Quasi una vita                                     |
| 1952 | Alberto Moravia              | I racconti                                         |
| 1953 | Massimo Bontempelli          | L'amante fedele                                    |
| 1954 | Mario Soldati                | Lettere da Capri                                   |
| 1955 | Giovanni Comisso             | Un gatto attraversa la strada                      |
| 1956 | Giorgio Bassani              | Cinque storie ferraresi                            |
| 1957 | Elsa Morante                 | L'isola di Arturo                                  |
| 1958 | Dino Buzzati                 | Sessanta racconti                                  |
| 1959 | Giuseppe Tomasi di Lampedusa | Lampart (Il gattopardo)                            |
| 1960 | Carlo Cassola                | La ragazza di Bube                                 |
| 1961 | Raffaele La Capria           | Ferito a morte                                     |
| 1962 | Mario Tobino                 | Il clandestino                                     |
| 1963 | Natalia Ginzburg             | Lessico famigliare                                 |
| 1964 | Giovanni Arpino              | L'ombra delle colline                              |
| 1965 | Paolo Volponi                | La macchina mondiale                               |
| 1966 | Michele Prisco               | Una spirale di nebbia                              |
| 1967 | Anna Maria Ortese            | Poveri e semplici                                  |
| 1968 | Alberto Bevilacqua           | L'occhio del gatto                                 |
| 1969 | Lalla Romano                 | Le parole tra noi leggere                          |
| 1970 | Guido Piovene                | Le stelle fredde                                   |
| 1971 | Raffaello Brignetti          | La spiaggia d'oro                                  |
| 1972 | Giuseppe Dessì               | Paese d'ombre                                      |
| 1973 | Manlio Cancogni              | Allegri, gioventù                                  |
| 1974 | Guglielmo Petroni            | La morte del fiume                                 |
| 1975 | Tommaso Landolfi             | A caso                                             |
| 1976 | Fausta Cialente              | Le quattro ragazze Wieselberger                    |
| 1977 | Fulvio Tomizza               | La miglior vita                                    |
| 1978 | Ferdinando Camon             | Un altare per la madre                             |
| 1979 | Primo Levi                   | La chiave a stella                                 |
| 1980 | Vittorio Gorresio            | La vita ingenua                                    |
| 1981 | Umberto Eco                  | Imię róży (Il nome della rosa)                     |
| 1982 | Goffredo Parise              | Il sillabario n.2                                  |
| 1983 | Mario Pomilio                | Il Natale del 1833                                 |
| 1984 | Piero Citati                 | Tolstoj                                            |
| 1985 | Carlo Sgorlon                | L'armata dei fiumi perduti                         |
| 1986 | Maria Bellonci               | Rinascimento privato                               |
| 1987 | Stanislao Nievo              | Le isole del paradiso                              |
| 1988 | Gesualdo Bufalino            | Le menzogne della notte                            |
| 1989 | Giuseppe Pontiggia           | La grande sera                                     |
| 1990 | Sebastiano Vassalli          | La chimera                                         |
| 1991 | Paolo Volponi                | La strada per Roma                                 |
| 1992 | Vincenzo Consolo             | Nottetempo, casa per casa                          |
| 1993 | Domenico Rea                 | Ninfa plebea                                       |
| 1994 | Giorgio Montefoschi          | La casa del padre                                  |
| 1995 | Maria Teresa Di Lascia       | Passaggio in ombra                                 |
| 1996 | Alessandro Barbero           | Bella vita e guerre altrui di Mr. Pyle, gentiluomo |
| 1997 | Claudio Magris               | Microcosmi                                         |
| 1998 | Enzo Siciliano               | I bei momenti                                      |
| 1999 | Dacia Maraini                | Buio                                               |
| 2000 | Ernesto Ferrero              | N.                                                 |
| 2001 | Domenico Starnone            | Via Gemito                                         |
| 2002 | Margaret Mazzantini          | Non ti muovere                                     |
| 2003 | Melania G. Mazzucco          | Vita                                               |
| 2004 | Ugo Riccarelli               | Il dolore perfetto                                 |
| 2005 | Maurizio Maggiani            | Il viaggiatore notturno                            |
| 2006 | Sandro Veronesi              | Caos calmo                                         |
| 2007 | Niccolò Ammaniti             | Come Dio comanda                                   |
| 2008 | Paolo Giordano               | La solitudine dei numeri primi                     |
| 2009 | Tiziano Scarpa               | Stabat Mater                                       |
| 2010 | Antonio Pennacchi            | Canale Mussolini                                   |
| 2011 | Edoardo Nesi                 | Storia della mia gente                             |
| 2012 | Alessandro Piperno           | Inseparabili. Il fuoco amico dei ricordi           |
| 2013 | Walter Siti                  | Resistere non serve a niente                       |
| 2014 | Francesco Piccolo            | Il desiderio di essere come tutti                  |
| 2015 | Nicola Lagioia               | La ferocia                                         |
| 2016 | Edoardo Albinati             | La scuola cattolica                                |
| 2017 | Paolo Cognetti               | Le otto montagne                                   |
| 2018 | Helena Janeczek              | La ragazza con la Leica                            |
| 2019 | Antonio Scurati              | M. Il figlio del secolo                            |
| 2020 | Sandro Veronesi              | Il Colibrì                                         |
| 2021 | Emanuele Trevi               | Due vite                                           |
| 2022 | Mario Desiati                | Spatriati                                          |